# Darkweb (película)
Darkweb es una película estadounidense-francesa de acción y suspenso de 2016, dirigida por Bruno Vaussenat, que a su vez la escribió junto a Jean-Christophe Hervé, Cedric Perrin y Gilles Thompson, musicalizada por Krishna Levy, en la fotografía estuvo Josselin Billot y los protagonistas son Petra Silander, Olivier Gruner y Kendra Waldman, entre otros. El filme fue realizado por Acteurs Auteurs Associés (AAA) y se estrenó el 8 de marzo de 2016.

## Sinopsis
Una agrupación secreta ha inventado una aventura cruel. Raptan mujeres jóvenes y las subastan para que los acaudalados sedientos de sangre las vayan a cazar, todo eso se transmite por la internet oscura para que todos la vean.